# Главное управление государственной безопасности НКВД СССР
Главное управление государственной безопасности (ГУГБ) — структурное подразделение НКВД СССР, образованное 10 июля 1934 года на базе ОГПУ.
Основными задачами ГУГБ были: борьба с государственными преступлениями, в том числе с изменой Родине, шпионажем, контрреволюцией, терроризмом, диверсиями, вредительством; охрана гостайны; пресечение государственных преступлений; выполнение спецзаданий правительства СССР по обеспечению государственной безопасности и общественного порядка.
В регионах задачи по обеспечению госбезопасности выполняли управления государственной безопасности региональных управлений НКВД.
Впервые ГУГБ было ликвидировано в соответствии с решением Политбюро ЦК ВКП(б) от 28 марта 1938 года. Затем, в соответствии с решением Политбюро от 23 сентября 1938 года, ГУГБ было вновь образовано.
Второй раз ГУГБ было ликвидировано 1 марта 1941 года после разделения НКВД СССР на два самостоятельных органа: Народный комиссариат внутренних дел СССР и Народный комиссариат государственной безопасности СССР. Почти через месяц после начала войны — 20 июля 1941 года — НКГБ и НКВД были вновь объединены в НКВД СССР, аппарат НКГБ был реорганизован в Главное управление государственной безопасности (ГУГБ) НКВД СССР.
Окончательно ГУГБ было ликвидировано в апреле 1943 года, когда решением Политбюро ЦК ВКП(б) П № 40/91 на базе оперчекистских управлений и отделов НКВД был вновь создан Народный комиссариат государственной безопасности СССР.

## Структура по состоянию на 1 января 1935
- Оперативный отдел[1] (следственно-розыскная работа)
- Специальный отдел[1] (шифровальная и дешифровальная работа)
- Экономический отдел[1] (обеспечение госбезопасности в экономике)
- Особый отдел[1] (контрразведка)
- Секретно-политический отдел[1] (борьба с антисоветскими элементами)
- Иностранный отдел[1] (внешняя разведка)
- Транспортный отдел[1] (обеспечение госбезопасности на транспорте)
- Учётно-статистический отдел[1]
- Отдел кадров

## Структура 28 марта 1938 года
28 марта 1938 года Политбюро ЦК ВКП(б) изменило организационную структуру ГУГБ НКВД.

## Структура, созданная при реорганизации 29 сентября 1938 года
29 сентября 1938 года нарком внутренних дел СССР Н. И. Ежов подписал совершенно секретный приказ № 00641 о реорганизации структуры ведомства. Согласно этому приказу, в Наркомате были созданы: 13 управлений (из них 10 главных) и ряд отделов, бюро по рассмотрению жалоб и секретариат.
В структуру Главного управления госбезопасности вошли следующие пронумерованные отделы:
1. Отдел охраны правительства.
2. Секретно-политический отдел.
3. Контрразведывательный.
4. Особый отдел армии и флота.
5. Иностранный отдел.
6. Отдел военизированных формирований (милиция, пожарная охрана, ОСОАВИАХИМ, военкоматы, спортивные общества).
7. Специальный отдел.

## История
В 1936—1937 годах «в целях усиления борьбы с подрывными действиями империалистических разведок и более интенсивного использования оперативной техники для решения контрразведывательных задач» в ГУГБ были образованы оперативно-технический и контрразведывательный отделы.

## Звания
Постановлением ЦИК и СНК СССР от 7 октября 1935 года «О специальных званиях начальствующего состава Главного Управления Государственной Безопасности НКВД Союза ССР» для начальствующего состава ГУГБ НКВД СССР были установлены специальные звания:
| ГУГБ НКВД СССР                                   | РККА                 |
| ------------------------------------------------ | -------------------- |
| Сержант государственной безопасности             | Лейтенант            |
| Младший лейтенант государственной безопасности   | Старший лейтенант    |
| Лейтенант государственной безопасности           | Капитан              |
| Старший лейтенант государственной безопасности   | Майор                |
| Капитан государственной безопасности             | Полковник            |
| Майор государственной безопасности               | Комбриг              |
| Старший майор государственной безопасности       | Комдив               |
| Комиссар государственной безопасности 3-го ранга | Комкор               |
| Комиссар государственной безопасности 2-го ранга | Командарм 2-го ранга |
| Комиссар государственной безопасности 1-го ранга | Командарм 1-го ранга |

Постановлением ЦИК и СНК СССР от 26 ноября 1935 года введено специальное звание:
- Генеральный комиссар государственной безопасности соответствующее званию Маршал Советского Союза

Войска ОГПУ и пограничная охрана использовали воинские звания, принятые в РККА и РККФ в 1935 году.
При переходе на армейскую систему званий в 1945 году, обладателям специальных званий ГУГБ были присвоены воинские звания в индивидуальном порядке.

## Направления деятельности

### Внешняя разведка
Внешняя разведка была одной из важнейших задач ГУГБ. 10 июля 1934 года за внешнюю разведку стал отвечать 7 отдел ГУГБ.
9 июня 1938 г. функции внешней разведки переданы 5-му отделу Первого управления НКВД СССР.
29 сентября 1938 г. после реорганизации 5-й отдел передан в Главное управление госбезопасности НКВД СССР.

### Военная контрразведка
С 10 июля 1934 г. военная контрразведка входила в состав ГУГБ как Особый (с 25 декабря 1936 г. — 5-й) Отдел. В связи упразднением с ГУГБ 9 июня 1938 г. на базе 5-го Отдела было создано 2-е Управление (особых отделов) НКВД СССР. В сентябре 1938 года ГУГБ было воссоздано, а 2-е управление вошло в него 29 сентября 1938 г. в качестве 4-го (Особого) Отдела. Существовало до 8 февраля 1941 г., когда было передано в Наркомат обороны СССР в качестве 3-го управления, 3-го управления Наркомата Военно-морского флота СССР и 3-го отдела НКВД СССР.

### Борьба с антисоветскими элементами
Поручена Секретно-политическому отделу ГУГБ НКВД СССР.
25 декабря 1936 г. — 4 отдел ГУГБ НКВД СССР.
9 июня 1938 г. — 4 отдел 1 управления НКВД СССР.
29 сентября 1938 г. — 2 отдел ГУГБ НКВД СССР.
26 февраля 1941 г. функции переданы 3-му управлению НКГБ СССР.

### Обеспечение госбезопасности в экономике
Поручено Экономическому отделу ГУГБ НКВД СССР, который 28 ноября 1936 г. был расформирован, но 29 сентября 1938 г. при реорганизации структуры НКВД воссоздан как Главное экономическое управление НКВД СССР вне состава Главного управления госбезопасности.
26 февраля 1941 г. это управление вновь было расформировано, но после начала Великой Отечественной войны воссоздано 31 июля 1941 г. как Экономическое управление НКВД СССР. 14 апреля 1943 г его функции были переданы во 2-е управление НКГБ СССР.

### Обеспечение госбезопасности на транспорте
Созданный 10 июля 1934 г. Транспортный отдел ГУГБ НКВД СССР с 25 декабря 1936 г. стал 6-м отделом ГУГБ НКВД СССР, а с 9 июня 1938 г. — 3-м управлением НКВД СССР, выведенным из состава Главного управления госбезопасности.
29 сентября 1938 г. реорганизовано в Главное транспортное управление НКВД СССР, 26 февраля 1941 г. расформировано и воссоздано вновь, как и Экономическое управление, 31 июля того же года.

### Оперативная работа
Оперативный отдел ГУГБ НКВД СССР вёл следственно-розыскную работу. С 25 декабря 1936 г. он реорганизован во 2-й отдел ГУГБ, 9 июня 1938 г. переподчинён Первому управлению. 29 сентября 1938 г. реорганизован в 3-й спецотдел НКВД СССР вне состава Главного управления госбезопасности. 26 февраля 1941 г. он снова вернулся в органы госбезопасности как 3-й отдел НКГБ СССР, 31 июля 1941 г. возвращён в НКВД СССР как 3-й спецотдел.

### Шифровальная и дешифровальная работа
Была сосредоточена в Специальном отделе ГУГБ НКВД СССР, преобразованном 25 декабря 1936 г. в 9-й отдел ГУГБ НКВД СССР, а 9 июня 1938 г. — в Спецотдел НКВД СССР. В структуре НКВД СССР, утверждённой приказом Н. И. Ежова от 29 сентября 1938 г. — 7 отдел ГУГБ НКВД СССР, с 26 февраля 1941 г. разделён на 5-й отдел НКГБ СССР и 6-е отделение НКВД СССР. 31 июля 1941 г. укрупнён в 5-й спецотдел НКВД СССР.

### Государственная охрана
Одной из задач ГУГБ была охрана высших лиц государства и коммунистической партии, а также дипкорпуса. Выполнение этой задачи изначально возлагалось на Оперативный отдел ГУГБ.
28 ноября 1936 года был образован Отдел охраны ГУГБ, в конце декабря того же года переименованный в 1 отдел. Охрану высших лиц государства во время их визитов по стране осуществляли Первые отделы местных Управлений госбезопасности НКВД.
В 1938 году руководителем Первого отдела ГУГБ был назначен Н. С. Власик.

### Тюрьмы
В системе ГУГБ НКВД СССР помимо московских и ленинградских тюрем (Лубянской, Бутырской, Шпалерки и Тюрьмы на Литейном) находилось 15 тюрем, в которых содержались тысячи заключённых, а конкретно (перечислены по количеству заключённых, от тюрем с наибольшим количеством посадочных мест):
- Соловецкая
- Владимирская
- Новочеркасская
- Орловская
- Соль-Илецкая
- Златоустовская
- Мариинская
- Вологодская
- Тобольская
- Елецкая
- Верхнеуральская
- Суздальская
- Дмитровская

а также две специальные женские тюрьмы ГУГБ:
- Ярославская женская
- Казанская женская

## Руководство

### Руководители
- Ягода, Генрих Григорьевич[2] (1934—1936)
- Агранов, Яков Саулович (29 декабря 1936 — 15 апреля 1937)
- Фриновский, Михаил Петрович (15 апреля 1937 — 28 марта 1938)
- Берия, Лаврентий Павлович (29 сентября — 17 декабря 1938)
- Меркулов, Всеволод Николаевич (17 декабря 1938 — 3 февраля 1941)
- Меркулов, Всеволод Николаевич (20 июля 1941 — 14 апреля 1943)

### Заместители начальника
- Деканозов, Владимир Георгиевич (17 декабря 1938 — 13 мая 1939)
- Кобулов, Богдан Захарович (17 декабря 1938 — 4 сентября 1939)
- Курский, Владимир Михайлович (15 апреля 1937 — июнь 1937)
- Меркулов, Всеволод Николаевич (29 сентября — 17 декабря 1938)
- Сергиенко, Василий Тимофеевич
- Серов, Иван Александрович (29 июля 1937 — 2 сентября 1939)

### Начальники контрразведывательного отдела
- Миронов, Лев Григорьевич (28 ноября 1936 — 14 июня 1937)
- Курский, Владимир Михайлович (14 июня 1937 — 8 июля 1937)
- Минаев-Цикановский, Александр Матвеевич (11 июля 1937 — 28 марта 1938)
- Николаев-Журид, Николай Галактионович (29 сентября — 25 октября 1938)
- Меркулов, Всеволод Николаевич (26 октября — 17 декабря 1938)
- Деканозов, Владимир Георгиевич (17 декабря 1938 — 13 мая 1939)
- Корниенко, Трофим Николаевич (25 июня 1939 — 26 сентября 1940)
- Федотов, Пётр Васильевич (26 сентября 1940 — 26 февраля 1941)

### Начальники секретно-политического отдела
- Молчанов, Георгий Андреевич (10 июля 1934 — 28 ноября 1936)
- Курский, Владимир Михайлович (28 ноября 1936 — 15 апреля 1937)
- Агранов, Яков Саулович (15 апреля — 17 мая 1937)
- Литвин, Михаил Иосифович (17 мая 1937 — 20 января 1938)
- Кобулов, Богдан Захарович (29 сентября 1938 — 29 июля 1939)
- Серов, Иван Александрович (29 июля 1939 — 2 сентября 1939)
- Федотов, Пётр Васильевич (4 сентября 1939 — 26 февраля 1941)

### Начальники особого отдела
- Гай, Марк Исаевич (10 июля 1934 — 28 ноября 1936)
- Леплевский, Израиль Моисеевич (28 ноября 1936 — 14 июня 1937)
- Николаев-Журид, Николай Галактионович (14 июня 1937 — 28 марта 1938)
- Фёдоров, Николай Николаевич (29 сентября — 20 ноября 1938)
- Бочков, Виктор Михайлович (28 декабря 1938 — 23 августа 1940)
- Михеев, Анатолий Николаевич (23 августа 1940 — 8 февраля 1941)

### Начальники иностранного отдела
- Артузов, Артур Христианович (10 июля 1934 — 21 мая[8] 1935)
- Слуцкий, Абрам Аронович (21 мая 1935 — 17 февраля 1938)[8][9]
- Шпигельглас, Сергей Михайлович (17 февраля — 9 июня 1938, исполняющий обязанности)[8][10]
- Пассов, Зальман Исаевич (9 июня — 2 ноября 1938)[8]
- Судоплатов, Павел Анатольевич (2 ноября — 2 декабря 1938, исполняющий обязанности)[8]
- Деканозов, Владимир Георгиевич (2 декабря 1938 — 13 мая 1939)[8][11]
- Фитин, Павел Михайлович (13 мая[8] 1939 — 26 февраля 1941)

### Начальники Следственной части
- Сергиенко, Василий Тимофеевич (4 сентября 1939 — 26 февраля 1940)
- Эсаулов, Анатолий Александрович (26 февраля 1940 — 26 февраля 1941)